# جک اسمیت (بازیکن فوتبال، زاده ۱۹۸۳)
جک اسمیت (انگلیسی: Jack Smith؛ زادهٔ ۱۴ اکتبر ۱۹۸۳) بازیکن فوتبال اهل بریتانیا است.
از باشگاه‌هایی که در آن بازی کرده‌بود می‌توان به باشگاه فوتبال ویلدستون، باشگاه فوتبال سوئیندون تاون، باشگاه فوتبال ای‌اف‌سی ویمبلدون، باشگاه فوتبال همل همپستید تاون، باشگاه فوتبال میلوال، و باشگاه فوتبال واتفورد اشاره کرد.